# Tour Oxygène
Tour Oxygène este un zgârie-nori situat în Lyon, în cartierul La Part-Dieu.
La Tour Oxygène se ridică la 115 metri înălțime. Este al treilea cel mai înalt zgârie-nori din oraș. Inaugurarea sa a avut loc pe 2 iunie 2010.